# Alfred Dove
Alfred Wilhelm Dove, född den 4 april 1844 i Berlin, död den 19 januari 1916 i Freiburg im Breisgau, var en tysk historiker. Han var son till Heinrich Wilhelm Dove och bror till Richard Wilhelm Dove. 
Dove blev 1874 extra ordinarie och 1879 ordinarie professor i historia i Breslau samt 1884 i Bonn. Han lämnade denna befattning 1891 för att redigera den vetenskapliga bilagan till "Münchener allgemeine Zeitung" och blev 1897 professor i Freiburg. 
Dove skrev bland annat Deutsche Geschichte im Zeitalter Friedrichs des Grossen und Josephs II. (1883; i Arnold Hermann Ludwig Heeren och Friedrich August Ukerts samling). 1887-90 utgav han slutet av Leopold von Rankes "Weltgeschichte" och 1891 de sista banden av Otto von Bismarcks parlamentariska tal.